# Friedrich August Knost
Friedrich August Knost (* 21. September 1899 in Osnabrück; † 22. August 1982 ebenda) war ein deutscher Verwaltungsjurist. Er verfasste 1936 einen Kommentar zu den nationalsozialistischen Nürnberger Rassegesetzen. Von 1956 bis 1964 war er Präsident des Niedersächsischen Verwaltungsbezirks Braunschweig sowie von 1957 bis 1980 Präsident des Bundesverbandes der Standesbeamten e. V.

## Leben
Knost besuchte das Gymnasium in Osnabrück und studierte anschließend seit 1918 Rechts- und Staatswissenschaften an der Universität Göttingen. Er wurde 1921 promoviert und absolvierte im selben Jahr die erste sowie 1925 die zweite juristische Staatsprüfung. Er arbeitete 1925/26 in der preußischen Verwaltung beim Landratsamt in Merseburg und danach bis 1934 bei der Regierung in Kassel.
Zum 1. Mai 1933 trat Knost der NSDAP bei (Mitgliedsnummer 3.514.391). Er war ab 1933 förderndes Mitglied der SS, Mitglied der NSV und des Reichslandbundes. Er war 1934/35 sowie 1939–1943 in Berlin in der Reichsstelle für Sippenforschung, einer Dienststelle des Reichsinnenministeriums, tätig. Gemeinsam mit seinem Vorgesetzten, dem Ministerialrat Bernhard Lösener, verfasste er 1936 einen Kommentar zu den Nürnberger Gesetzen, der bis 1943 fünf Auflagen erreichte. In den Jahren 1936 und 1937–1939 arbeitete Knost in der preußischen Bau- und Finanzdirektion. Von 1943 bis 1945 war er in der Regierung in Osnabrück tätig.
Im Entnazifizierungsverfahren wurde Knost 1948 in die Kategorie 5 (Entlastete) eingestuft. Dies ermöglichte 1950 seine Ernennung zum Regierungsdirektor im Land Niedersachsen. Im Jahre 1950 leitete er als Regierungsvizepräsident kommissarisch den Regierungsbezirk Stade. Einer Tätigkeit im Niedersächsischen Kultusministerium folgte 1954 die Übernahme des Amtes des Kurators der Universität Göttingen. Am 23. November 1955 wurde er zum Verwaltungspräsidenten des Verwaltungsbezirks Braunschweig ernannt und am 4. Januar 1956 als Nachfolger des 1955 verstorbenen Hubert Schlebusch ins Amt eingeführt. Dieses Amt hatte er bis zur offiziellen Verabschiedung durch Innenminister Otto Bennemann am 28. September 1964 inne. Neben- und ehrenamtlich war Knost von 1958 bis 1964 Mitglied der Evangelischen Landessynode, bis 1965 Präsident des Landesverbandes Braunschweig des Deutschen Roten Kreuzes, 1956–1968 Vorsitzender und Ehrenmitglied des Braunschweigischen Geschichtsvereins und 1958–1965 erster Vorsitzender des Harzvereins für Geschichte und Altertumskunde. Von 1957 bis 1980 war er Präsident des Bundesverbandes der Standesbeamten e. V., den er neu mitbegründet hatte.

## Ehrungen
Am 4. Juli 1959 wurde Knost zusammen mit Innenminister Bennemann zum Ehrensenator der TH Braunschweig ernannt. Er war Ehrenbürger der Stadt Bad Gandersheim sowie Träger der Silbernen Plakette der Stadt Goslar, der Beireis-Plakette des Landkreises Helmstedt und des Ehrenzeichens des Deutschen Roten Kreuzes. 1943 war ihm für seine Tätigkeit im Reichssippenamt das Kriegsverdienstkreuz II. Klasse verliehen worden. 1964 wurde er mit dem Großen Bundesverdienstkreuz ausgezeichnet.

## Schriften (Auswahl)

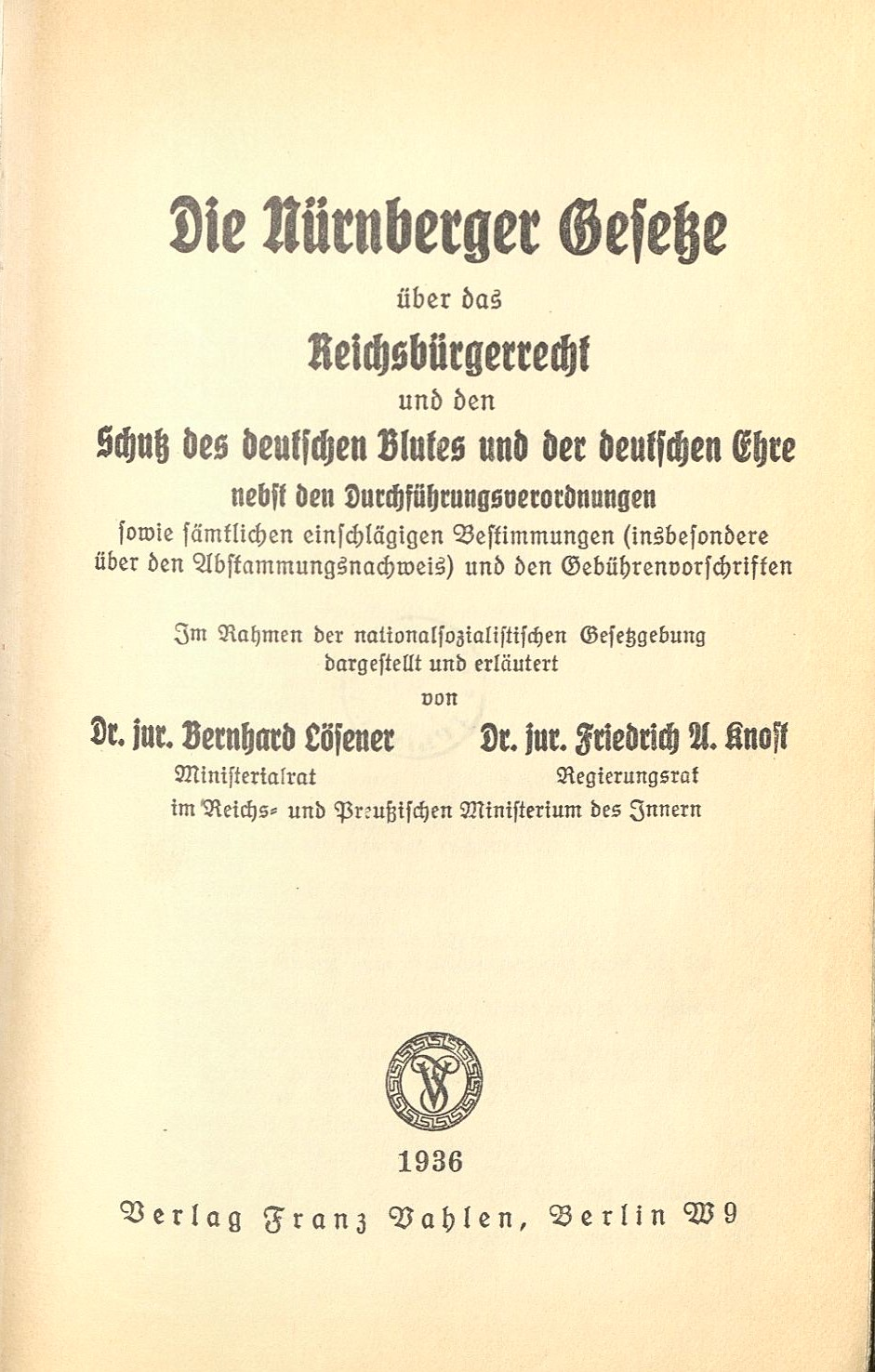
Die Nürnberger Gesetze

- Das Grundeigentum im mittelalterlichen Osnabrück. 1921 (Dissertation).
- Friedrich August Knost, Bernhard Lösener: Die Nürnberger Gesetze über das Reichsbürgerrecht und den Schutz des deutschen Blutes und der deutschen Ehre nebst den Durchführungsverordnungen sowie sämtlichen einschlägigen Bestimmungen und den Gebührenvorschriften. Berlin 1936 (archive.org).
- Feststellung und Nachweis der Abstammung. Systematische Darstellung mit sämtlichen Durchführungsbestimmungen zum Abstammungsnachweis und den Gebührenvorschriften. Berlin 1939.
- Das neue Personenstands- und Familienrecht nebst den Staatsangehörigkeitsvorschriften für die neuen deutschen Gebiete. Berlin 1940.
- Eulenspiegel. Eine zeitnahe Betrachtung. Hertel, Bad Gandersheim 1964, DNB 452474442.